# Indicatifs régionaux 657 et 714

Carte de l'État de Californie avec les territoires de ses indicatifs régionaux. Le territoire desservi par les indicatifs régionaux 657 et 714 est en rouge.

Les indicatifs régionaux 657 et 714 sont deux des multiples indicatifs téléphoniques régionaux de l'État de Californie aux États-Unis.
Ces indicatifs desservent le nord et l'ouest du comté d'Orange. Plus précisément, les indicatifs desservent les villes de Anaheim, Huntington Beach, Santa Ana, Orange et Garden Grove.
La carte ci-contre indique en rouge le territoire couvert par les indicatifs 657 et 714.
Les indicatifs régionaux 657 et 714 font partie du Plan de numérotation nord-américain.